# Lago di Venere
Il Lago di Venere, detto anche Specchio di Venere (nel dialetto locale u Vagnu i l'Acqua, letteralmente "il Bagno dell'Acqua") è un lago vulcanico situato nella parte settentrionale dell'isola di Pantelleria, all'interno del Parco nazionale dell'Isola di Pantelleria.

## Caratteristiche
Alimentato da tre sorgenti termali (da cui sgorga acqua calda a 35-58 °C) e precipitazioni meteorologiche, il bacino ellittico di circa 450 per 350 metri (perimetro 1750 metri) si trova all'altitudine di 2 m s.l.m. ed è profondo fino a 12 metri. La riva meridionale di origine alluvionale è caratterizzata dalla presenza di fanghi termali e minerali ricchi di sodio, potassio e zolfo.
Nei pressi del lago sono stati rinvenuti, a partire dal 1985, resti di un tempio edificato in quattro fasi, dall'età del bronzo fino all'età romana imperiale. Nel 429 a.C. Erodoto racconta che sull'isola di Cirani vi era un lago in cui le ragazze raccoglievano pagliuzze d'oro grazie a penne d'uccello impregnate nella pece.
Sui margini del lago sono presenti due ciperacee, la lisca costiera (Schoenoplectus litoralis subspecie thermalis, unica stazione europea) e lo zigolo levigato (Cyperus laevigatus subspecie laevigatus), mentre sulle sponde sono presenti Limonium secundirameum, Plantago macrorrhiza e lentisco. La zona umida è abitata da numerose specie di uccelli acquatici migratori.
Fino agli anni '70 del secolo scorso le sponde del lago furono spesso sede di corse con cavalli, muli ed asini.